# Golf de Biscaia
El golf de Biscaia (en basc: Bizkaiko golkoa; en castellà: golfo de Vizcaya; en francès: golfe de Gascogne; en gallec: golfo de Biscaia; en occità: golf de Gasconha; en bretó: Pleg-mor Gwaskogn) és un ampli golf de l'oceà Atlàntic Nord localitzat a la part occidental d'Europa. S'estén des del cap Ortegal a Galícia (Espanya) fins a la punta de Pern a l'illa d'Ouessant, a Bretanya (França). Banya les costes de les comunitats autònomes espanyoles de Galícia, Astúries, Cantàbria i el País Basc, així com les regions franceses d'Aquitània, Poitou-Charentes, País del Loira i Bretanya.
A Espanya es considera el golf de Biscaia com la part més oriental de la mar Cantàbrica, amb la qual es designa el mar litoral que banya la costa nord d'Espanya (fins a l'Estaca de Bares) i la costa sud-oest de França i que correspondria amb el que els romans al segle i aC van anomenar Sinus Cantabrorum («badia dels càntabres»). La part més septentrional era anomenada Sinus Aquitanus o Mare Aquitanicum (mar aquità).

## Geografia Física
La seva costa al sud és escarpada, amb multitud de penya-segats entre els quals s'obren platges i petites badies, generalment en les desembocadures dels rius (que solen ser en forma de ries). Destaquen la rasa mareal de la costa guipuscoana, entre Deba i Zumaya (que s'estén en menor mesura fins a Ondarroa), i les platges de Gijón, Llanes, Laredo, Comillas, Laga, Deba, Zarauz o Sant Sebastià, mentre que la costa francesa és recta, baixa i sorrenca, amb dunes i nombrosos pantans, del sud fins a la desembocadura del Loira, al terç nord, a la costa de Bretanya, alternen trams rocosos i elevats, amb nombroses cales, badies i àmplies platges d'arena. Els rius que desemboquen a la costa sud d'aquest golf són de curt recorregut, com tots els del vessant cantàbric. En canvi els de la costa est (Garona que desemboca a la ciutat de Burdeus) tenen un gran recorregut, tornant a ser de curs curt al nord (a Bretanya). Entre els espanyols destaquen el Nalón, sent el riu més llarg i cabalós de l'àrea espanyola, el Nervión, que forma la ria de Bilbao, i el Bidasoa, que marca en part la frontera entre França i España. El corrent de Nadal, que recorre tota la costa cantàbrica d'oest a est, arriba al golf de Biscaia arrossegant tota classe d'objectes fins a xocar amb la costa continental, el que l'obliga a pujar al nord i morir. Aquest corrent és la culpable que l'abocament de chapapote o galipot del naufragi del Prestige arribés fins a les costes franceses des de més enllà de la ciutat de La Corunya (Galícia). Els vents forts del nord-oest que el recorren s'originen en les baixes pressions centrades sobre les Illes Britàniques i el mar del Nord, combinades amb l'anticicló de les Açores. Pel que fa a la batimetria, el golf de Biscaia presenta dues plataformes continentals separades per una àmplia plana abissal amb una profunditat màxima de 2.789 m. Aquesta plana va ser creada per la separació i rotació de la placa ibèrica pel que fa a l'eurasiàtica. El límit entre ambdues plataformes està definit per la fossa de Cap Breton, un estret fiord submarí de 2.100 m de profunditat i 150 km de llarg que s'acosta enfront del port de Cap Breton, al departament francès de les Landes. Aquesta disposició batimètrica i l'orientació nord-oest del Golf de Biscaia fan que estigui especialment exposat als temporals provinents de l'Atlàntic Nord. Com que l'estreta plataforma continental de la costa sud no oposa resistència a aquestes tempestes, les onades poden arribar a una alçada considerable en aquesta costa, especialment davant de la fossa de Cap Breton.

## Geografia Biològica
La pesquera del golf de Biscaia és similar a la del mar Cantàbric. Està molt explotada i hi ha moltes espècies que estan en perill seriós d'extinció, com el besuc, el lluç i fins i tot l'anxova. D'altres, com el verat i el bonic, gaudeixen de bona salut i s'exploten regularment. Algunes espècies ja han desaparegut del golf de Biscaia, com la balena franca glacial, l'últim exemplar es va caçar a Orio a principis del segle xx. Tanmateix, és una bona regió per a l'observació de mamífers marins.

## Geografia humana
El golf de Biscaia ha estat una zona de trànsit naval important des de l'antiguitat. La característica de la seva ubicació i forma ha potenciat que s'usés per a la navegació entre la costa occidental continental i el nord peninsular, i entre aquests punts i les Illes Britàniques (a diferència de la regió occidental del mar Cantàbric, les costes gallega i asturiana, on es van propiciar les rutes cap ai des d'Irlanda). Hi ha serveis regulars de ferry entre Gijón i Nantes, entre Santander i Plymouth, i entre Bilbao y Southampton.
Comprén importants ports comercials, com els d'Avilés, Gijón, Santander, Bilbao, Pasaia, Baiona (França), Bordeus, La Rochelle, Nantes o Lorient, i pesquers com els de Vivero, Burela, Santoña, Laredo, Castro Urdiales, Bermeo, Ondarroa, Guetaria, San Juan de Luz, les Sables-d'Olonne o Concarneau.

## Clima
A finals de primavera i principis d'estiu, un gran triangle de boira omple la meitat sud-oest de la badia i cobreix uns quants quilòmetres cap a l'interior.
A mesura que comença l'hivern, el temps es torna dur. Les depressions entren per l'oest amb molta freqüència i o bé reboten al nord fins a les illes Britàniques o bé entren a la vall de l'Ebre, s'assequen i finalment reneixen en forma de tempestes potents quan arriben a al Mar Mediterrània. Aquestes depressions provoquen un clima sever al mar i aporten pluges lleugeres encara que molt constants a les seves costes (conegudes com orballo, sirimiri, morrina, orbayu, orpin o calabobos). De vegades es formen tempestes de vent potents si la pressió baixa ràpidament (Galernas), recorrent el Corrent del Golf a gran velocitat, semblant a un huracà i finalment estavellant-se en aquesta badia amb la seva màxima potència, com la tempesta Klaus.
El Corrent del Golf entra a la badia seguint la frontera de la plataforma continental en sentit contrari a les agulles del rellotge (corrent de Rennell), mantenint temperatures moderades durant tot l'any.
Les principals ciutats de la vora del golf de Biscaia són Bordeus, Baiona, Biarritz, Nantes, La Rochelle, Sant Sebastià, Bilbao, Santander, Gijón i Avilés.

## Història
L'extrem sud del golf també s'anomena en castellà Mar Cantábrico (Mar Cantàbric), des de l'Estaca de Bares, fins a la desembocadura del riu Riu Ador. Va ser batejat pels romans al segle I aC com Sinus Cantabrorum (Badia dels Càntabres) i també, Mare Gallaecum (el Mar dels Gallecs). En alguns mapes medievals, el Golf de Biscaia està marcat com El Mar dels Bascos.
El Golf de Biscaia ha estat el lloc de molts enfrontaments navals famosos al llarg dels segles. El 1592 els espanyols van derrotar una flota anglesa durant la batalla del golf de Biscaia. La campanya de Biscaia del juny de 1795 va consistir en una sèrie de maniobres i dues batalles lliurades entre la flota britànica del Canal i la flota francesa de l'Atlàntic davant de la costa sud de la Bretanya durant el segon any de les Guerres de la Revolució Francesa. L'USS Californian 1900|6 es va enfonsar aquí després de topar amb una mina marina el 22 de juny de 1918. El 1920 SS Afrique es va enfonsar després de perdre energia i derivar cap a un escull en una tempesta amb la pèrdua de 575 vides. El 28 de desembre de 1943 es va lliurar la Batalla del Golf de Biscaia entre l'HMS Glasgow C21 i l'HMS Enterprise D52, i un grup de destructors alemanys com a part de l’Operació Stonewall durant Segona Guerra Mundial. L'U-667 es va enfonsar el 25 d'agost de 1944 en posició46° 00′ N, 01° 30′ O / 46.000°N,1.500°O, quan va colpejar una mina. Es va perdre tota la tripulació.
El 12 d'abril de 1970, el submarí soviètic K-8 es va enfonsar al golf de Biscaia a causa d'un incendi que va paralitzar els reactors nuclears del submarí. Un intent de salvar el submarí va fracassar i va provocar la mort de quaranta mariners i la pèrdua de quatre torpedes nuclears. A causa de la gran profunditat (4.600 m), no s'ha intentat cap operació de salvament.

## Fauna salvatge

### Parc Ecològic de Plaiaundi
El Parc Ecològic de Plaiaundi és una zona humida costanera de 24 hectàrees que es troba a la confluència del riu Bidasoa amb el mar al Golf de Biscaia. La naturalesa de Plaiaundi està formada per una gran varietat de flora (els visitants les veuen principalment a la primavera) i de fauna (els visitants amb binocles arriben tot l'any, a causa dels hàbits migratoris dels ocells). Aquest parc natural conté una gran varietat d’ocells, rèptils, mamífers i insectes.

### Mamífers marins
Els ferris de cotxes de Gijón a Nantes / Saint-Nazaire, Portsmouth a Bilbao i de Plymouth, Portsmouth i Poole a Santander ofereixen una de les maneres més convenients de veure cetacis a les aigües europees. Sovint, grups especialitzats prenen els ferris per escoltar més informació. Voluntaris i empleats d'ORCA observen i controlen regularment l'activitat dels cetacis des del pont dels vaixells de la ruta Portsmouth a Santander de Brittany Ferries. En aquesta zona es poden veure moltes espècies de balenes i dofins. El més important és que és un dels pocs llocs del món on s'han observat amb relativa freqüència les balenes amb bec, com ara la Zífid comú. Biscay Dolphin Research va supervisar l'activitat dels cetacis des del ferri Pride of Bilbao, en viatges de Portsmouth a Bilbao.
Les balenes franques de l'Atlàntic Nord, una de les balenes més en perill d'extinció, van arribar una vegada a la badia per alimentar-se i probablement també per a la cria, però les activitats de caça de balenes dels bascos gairebé les van eliminar abans de la dècada de 1850. La població oriental d'aquesta espècie es considera gairebé extinta, i no s'ha registrat cap balena franca al golf de Biscaia, excepte una parella el 1977 (possiblement una mare i un vedell) a 43° 00′ N, 10° 30′ O / 43.000°N,10.500°O, i un altre parell el juny de 1980. Altres registres de finals del segle XX inclouen un de Galícia a43° 00′ N, 10° 30′ O / 43.000°N,10.500°O el setembre de 1977 denunciats per una companyia balenera i una altra vista a la península Ibèrica.
Les millors zones per veure els cetacis més grans es troben a les aigües profundes més enllà de la plataforma continental, especialment sobre el canyó de Santander i el canó de Torrelavega al sud de la badia.
L'alga Colpomenia peregrina va ser introduïda i observada per primera vegada l'any 1906 pels pescadors d'ostres al Golf de Biscaia.
Grammatostomias flagellibarba (peixos drac sense escates) són natius d'aquestes aigües.

## Degradació ambiental i pressions antropogèniques
Ja no s'aconsegueix al Golf un bon estat ecològic per moltes raons, entre les quals l'eutrofització i la terbolesa excessiva, font d'asfíxia i obstrucció del fons marí. La sobrepesca i la caça furtiva local (angules), l'extracció selectiva de materials, els desenvolupaments costaners, els efectes destructius de la pesca d'arrossegament al fons del mar, diverses contaminacions marines accidentals i cròniques, dipòsits de municions submarins, pertorbacions acústiques sota l'aigua, pertorbació de la fauna i, probablement, almenys localment, canvis de temperatura i de règim de salinitat de l'aigua o dels corrents.
Els dofins són víctimes freqüents de les xarxes dels pescadors, encara que la seva pesca és il·legal des del 2011 (però tolerada si és accidental).
Segons l'associació France Nature Environnement, el Golf de Biscaia està amenaçat de convertir-se en un «zona morta» (aigua que conté molt poc oxigen, provocant l'esgotament de la vida marina) a causa de la contaminació amb detergents petroquímics. Demana als poders públics que reaccionin en conseqüència.
Des de finals dels anys 60 fins al 1983, diversos països van abocar residus radioactius en diferents indrets de l'oceà Atlàntic, sent un d'ells el golf de Biscaia.

## Accidents i naufragis
L'11 de juny de 1943, un Douglas DC-3 del vol BOAC 777, sortint de l'aeroport de Portela a Portugal fins a l'aeroport de Withchurch, prop de Bristol, Anglaterra és atacada per vuit caces-bombarders de llarg abast Junkers Ju 88C-6 alemanys, davant de la costa de França al Golf de Biscaia, provocant la mort de les disset persones a bord, inclòs l'actor Leslie Howard.
El vaixell de càrrega francès Maori, botat el 29 de juny de 1958 a la drassana La Ciotat per compte de la Compagnie des Messageries Maritimes de Dunkerque (Nord), procedent de Nova Caledònia amb una càrrega de níquel i de Tahití on havia carregat oli de copra amb destinació a Le Havre, s'enfonsa al golf de Biscaia el 19 de novembre de 1971 amb només un supervivent dels trenta-nou tripulants. Les causes d'aquest naufragi no han estat mai esclarides.

## Delimitació de la IHO
La màxima autoritat internacional en matèria de delimitació de mars, l'Organització Hidrogràfica Internacional («International Hydrographic Organization, IHO), considera el golf de Biscaia («Bay of Biscay») com a mar. En la seva publicació de referència mundial, «Limits of oceans and seas» (Límits d'oceans i mars, 3a edició de 1953), li assigna el número d'identificació 22 i el defineix de la següent manera:
Una línia que uneix el cap Ortegal amb l'extrem occidental d'Ouessant (punta de Pern) a través d'aquesta illa a l'extremo oriental del mateix (Lédénès) i des d'allà, cap a l'Est, sobre el paral·lel 48° 28′ N fins a la costa de Bretanya.